# Championnat d'Europe féminin de rink hockey 2018
Navigation
Championnat d'Europe féminin 2015 Championnat d'Europe féminin 2020
L'édition 2018 du championnat d'Europe féminin de rink hockey est la 14e de cette compétition et se déroule du 8 au 13 octobre 2018  à Mealhada, au Portugal.

## Participants
- Espagne
- Portugal
- Italie
- Suisse
- Allemagne
- Angleterre
- France

La participation de la France a été confirmée, un jour avant la date limite d'inscription le 28 août 2018. Il aura fallu une action de la capitaine Vanessa Daribo, sur une plateforme de Financement participatif pour récolter les fonds, la Fédération française de roller et skateboard n'ayant pas inscrit l'équipe de France féminine, pour des raisons budgétaires. La sélection parvient à récolter une cagnotte de 6 000 euros pour faire face à la baisse du budget passant de 150 000 euros à 43 000 euros.

## Classement
Toutes les rencontres se déroulent en 2 mi-temps de 25 minutes, 1 victoire = 3 points, 1 match nul = 1 point, 1 défaite = 0 point.
| Rang | Équipe     | Pts | J | G | N | P | Bp | Bc | Diff |
| ---- | ---------- | --- | - | - | - | - | -- | -- | ---- |
| 1    | Espagne    | 18  | 6 | 6 | 0 | 0 | 59 | 6  | +53  |
| 2    | Portugal   | 15  | 6 | 5 | 0 | 1 | 40 | 9  | +31  |
| 3    | Italie     | 10  | 6 | 3 | 1 | 2 | 17 | 18 | -1   |
| 4    | France     | 9   | 6 | 3 | 0 | 3 | 29 | 26 | +3   |
| 5    | Allemagne  | 7   | 6 | 2 | 1 | 3 | 21 | 27 | -6   |
| 6    | Suisse     | 3   | 6 | 1 | 0 | 5 | 13 | 33 | -20  |
| 7    | Angleterre | 0   | 6 | 0 | 0 | 6 | 10 | 70 | -60  |

Le match  Portugal -  Espagne, véritable finale de cette compétition, a été arrêté à la 48e minute sur le score de 2-3, pour des raisons de sécurité à cause de l'ouragan Leslie.
Les deux équipes doivent se rencontrer le 1er novembre pour jouer les 1'45 restantes.

## Déroulement
1re journée- 8 octobre 2018
|       | Suisse | 0-3 | Italie              | Luso Municipal Pavilion                  |                                          |
| 16:00 |        |     | Giulia Galeassi (3) | Arbitrage : Daniel Villar, Alberto Veiga | Arbitrage : Daniel Villar, Alberto Veiga |

|       | Espagne                                                                       | 6 - 1 | France         | Luso Municipal Pavilion                       |                                               |
| 18:00 | Berta Busquets (2) Anna Casarramona Sara González Laura Puigdueta Natasha Lee |       | Noëlie Paredes | Arbitrage : Massimiliano Carmazzi, Bruno Sosa | Arbitrage : Massimiliano Carmazzi, Bruno Sosa |

|       | Angleterre                  | 2 - 13 | Portugal                                                                                         | Luso Municipal Pavilion                  |                                          |
| 21:00 | Caitlin Johns Harriet Finch |        | Marlene Sousa (4) Maria Silva (3) Ana Ferreira (2) Ines Vieira (2) Renata Balonas Sofia Moncovio | Arbitrage : Daniel Loewe, Julien Thibaud | Arbitrage : Daniel Loewe, Julien Thibaud |

2e journée- 9 octobre 2018
|       | Espagne | 12 - 0 | Suisse | Luso Municipal Pavilion |
| 09:30 |         |        |        |                         |

|       | France | 11-5 | Angleterre | Luso Municipal Pavilion |
| 17:00 |        |      |            |                         |

|       | Italie | 1-7 | Espagne | Luso Municipal Pavilion |
| 19:00 |        |     |         |                         |

|       | Portugal | 4-1 | Allemagne | Luso Municipal Pavilion |
| 21:00 |          |     |           |                         |

3e journée- 10 octobre 2018
|       | Allemagne | 0-8 | France                                                                             | Luso Municipal Pavilion                   |                                           |
| 09:30 |           |     | Tatiana Malard (3) Vanessa Daribo (2) Célia Gohet Émilie Laboyrie Julie Lafourcade | Arbitrage : Joao Duarte, Florindo Cardoso | Arbitrage : Joao Duarte, Florindo Cardoso |

|       | Suisse                                                         | 8 - 1 | Angleterre     | Luso Municipal Pavilion                         |                                                 |
| 17:00 | Naomi Pluss (3) Daniela Senn (2) Jasmin Schuler (2) Tanja Senn |       | Alice Kneeshaw | Arbitrage : Daniel Loewe, Massimiliano Carmazzi | Arbitrage : Daniel Loewe, Massimiliano Carmazzi |

|       | Italie                                             | 3 - 3 | Allemagne                            | Luso Municipal Pavilion |  |
| 19:00 | Elena Tamiozzo Erika Ghirardello Francesca Maniero |       | Maren Wichardt (2) Katharina Neubert |                         |  |

|       | France                         | 2 - 8 | Portugal                                                                                  | Luso Municipal Pavilion                  |                                          |
| 21:00 | Vanessa Daribo Émilie Laboyrie |       | Marlene Sousa (3) Maria Silva Ines Vieira Ana Ferreira Margarida Florencio Sofia Moncovio | Arbitrage : Daniel Villar, Alberto Veiga | Arbitrage : Daniel Villar, Alberto Veiga |

4e journée- 11 octobre 2018
|       | Angleterre | 1-7 | Italie | Luso Municipal Pavilion |
| 09:30 |            |     |        |                         |

|       | Allemagne | 4-1 | Suisse | Luso Municipal Pavilion |
| 17:00 |           |     |        |                         |

|       | Angleterre | 0-20 | Espagne | Luso Municipal Pavilion |
| 19:00 |            |      |         |                         |

|       | Portugal | 5-0 | Italie | Luso Municipal Pavilion |
| 21:00 |          |     |        |                         |

5e journée- 12 octobre 2018
|       | Italie | 3-2 | France | Luso Municipal Pavilion |
| 17:00 |        |     |        |                         |

|       | Espagne | 10-2 | Allemagne | Luso Municipal Pavilion |
| 19:00 |         |      |           |                         |

|       | Suisse | 0-8 | Portugal | Luso Municipal Pavilion |
| 21:00 |        |     |          |                         |

6e journée- 13 octobre 2018
|       | France                                                        | 5-4 | Suisse                             | Luso Municipal Pavilion                   |                                           |
| 17:00 | Tatiana Malard (2) Vanessa Daribo Émilie Laboyrie Célia Gohet |     | Nadele Moor (2) Jasmin Schuler (2) | Arbitrage : Florindo Cardoso, Joao Duarte | Arbitrage : Florindo Cardoso, Joao Duarte |

|       | Allemagne                                                                               | 11-1 | Angleterre    | Luso Municipal Pavilion                  |                                          |
| 19:00 | Maren Wichardt (4) Anna Hartje (3) Yolanda Kahmann (2) Laura La Rocca Franziska Neubert |      | Beth Mccarthy | Arbitrage : Alberto Veiga, Daniel Villar | Arbitrage : Alberto Veiga, Daniel Villar |

|       | Portugal | 2-4 | Espagne | Luso Municipal Pavilion |
| 21:00 |          |     |         |                         |